# My Baby Just Cares for Me
My Baby Just Cares for Me är en jazzstandard skriven av Walter Donaldson med text av Gus Kahn. Sången skrevs till filmversionen av musikalen Whoopee! (1930) och blev signaturmelodi för Eddie Cantor som sjöng sången i filmen.
Nina Simone spelade in en version av sången på sitt debutalbum Little Girl Blue 1958. Det blev en av Simones största hit när den återutgavs 1987 och då användes i reklamen för parfymen Chanel N° 5.

## Några andra inspelningar
- Ted Weems & His Orchestra med sång av Art Jarrett (1930).
- Kate Ceberano från Australien på albumet Kate Ceberano and her Septet (1986).
- George Michael på albumet Songs from the Last Century (1999).
- Cyndi Lauper på albumet At Last (2003).
- Frank Sinatra på albumet Strangers in the Night (1965).
- Nat King Cole, Amanda Lear och Mel Tormé har också spelat in sången.
- Sången förekommer i Woody Allen-filmen Alla säger I Love You från 1996.